# Okręg wyborczy nr 77 do Sejmu Polskiej Rzeczypospolitej Ludowej (1989–1991)
Okręg wyborczy nr 77 do Sejmu Polskiej Rzeczypospolitej Ludowej (1989–1991) obejmował Poznań-Grunwald oraz gminy Buk, Brodnica, Czempiń, Dolsk, Dopiewo, Granowo, Grodzisk Wielkopolski, Kamieniec, Kleszczewo, Komorniki, Kórnik, Krzykosy, Książ Wielkopolski, Kuślin, Luboń, Mosina, Nowe Miasto nad Wartą, Nowy Tomyśl, Opalenica, Puszczykowo, Rakoniewice, Stęszew, Śrem, Wielichowo i Zaniemyśl (województwo poznańskie). W ówczesnym kształcie został utworzony w 1989. Wybieranych było w nim 5 posłów w systemie większościowym.
Siedzibą okręgowej komisji wyborczej był Poznań-Grunwald.

## Wybory parlamentarne 1989

### Mandat nr 293 –Polska Zjednoczona Partia Robotnicza
| Kandydat | I tura | I tura | II tura | II tura |
| Kandydat | Głosów | %      | Głosów  | %       |
| --- | ------ | ------ | ------- | ------- |
| Marek Król | 76 716 | 47,18  | 71 036  | 65,25   |
| Wacław Rogalewicz                                                                                               | 13 297 | 8,18   | 15 858  | 14,57   |
| Tadeusz Zgoła                                                                                                   | 10 126 | 6,23   | —       | —       |
| Andrzej Patalas                                                                                                 | 8061   | 4,96   | —       | —       |
| Liczba głosów ważnych: 162 599 (I tura) • 108 863 (II tura) Źródło: Państwowa Komisja Wyborcza I tura i II tura |        |        |         |         |

### Mandat nr 294 – bezpartyjny
| Kandydat                                                          | Głosów  | %     |
| ----------------------------------------------------------------- | ------- | ----- |
| Michał Wojtczak                                                   | 101 396 | 60,10 |
| Jadwiga Adamska                                                   | 22 316  | 13,23 |
| Zdzisław Skakuj                                                   | 18 587  | 11,02 |
| Jan Gnus                                                          | 11 113  | 6,59  |
| Liczba głosów ważnych: 168 719 Źródło: Państwowa Komisja Wyborcza |         |       |

### Mandat nr 295 –Zjednoczone Stronnictwo Ludowe
| Kandydat | I tura | I tura | II tura | II tura |
| Kandydat | Głosów | %      | Głosów  | %       |
| --- | ------ | ------ | ------- | ------- |
| Józef Wlekliński                                                                                                | 49 828 | 31,50  | 68 885  | 63,24   |
| Bogdan Golczak                                                                                                  | 22 567 | 14,26  | 35 149  | 32,27   |
| Ryszard Napierała                                                                                               | 21 803 | 13,78  | —       | —       |
| Tadeusz Russ | 13 559 | 8,57   | —       | —       |
| Ryszard Siwecki                                                                                                 | 10 627 | 6,72   | —       | —       |
| Liczba głosów ważnych: 158 209 (I tura) • 108 922 (II tura) Źródło: Państwowa Komisja Wyborcza I tura i II tura |        |        |         |         |

### Mandat nr 296 –Polska Zjednoczona Partia Robotnicza
| Kandydat | I tura | I tura | II tura | II tura |
| Kandydat | Głosów | %      | Głosów  | %       |
| --- | ------ | ------ | ------- | ------- |
| Wiesława Ziółkowska                                                                                             | 66 604 | 42,35  | 51 905  | 47,62   |
| Wojciech Kornowski                                                                                              | 18 642 | 11,85  | 31 908  | 29,27   |
| Felicjan Rożynek                                                                                                | 15 931 | 10,13  | —       | —       |
| Jerzy Wisłocki                                                                                                  | 11 707 | 7,44   | —       | —       |
| Tadeusz Rączkiewicz                                                                                             | 9761   | 6,21   | —       | —       |
| Liczba głosów ważnych: 157 281 (I tura) • 108 998 (II tura) Źródło: Państwowa Komisja Wyborcza I tura i II tura |        |        |         |         |

### Mandat nr 297 – bezpartyjny
| Kandydat                                                          | Głosów  | %     |
| ----------------------------------------------------------------- | ------- | ----- |
| Ireneusz Pięta                                                    | 133 374 | 72,55 |
| Wojciech Guglas                                                   | 38 732  | 21,07 |
| Liczba głosów ważnych: 183 846 Źródło: Państwowa Komisja Wyborcza |         |       |